# Piaggio P.149
Piaggio P.149 byl italský spojovací a užitkový letoun navržený a vyráběný v 50. letech 20. století společností Piaggio. Západoněmecká firma Focke-Wulf jej vyráběla v licenci pod označením FWP.149D.

## Vznik a vývoj

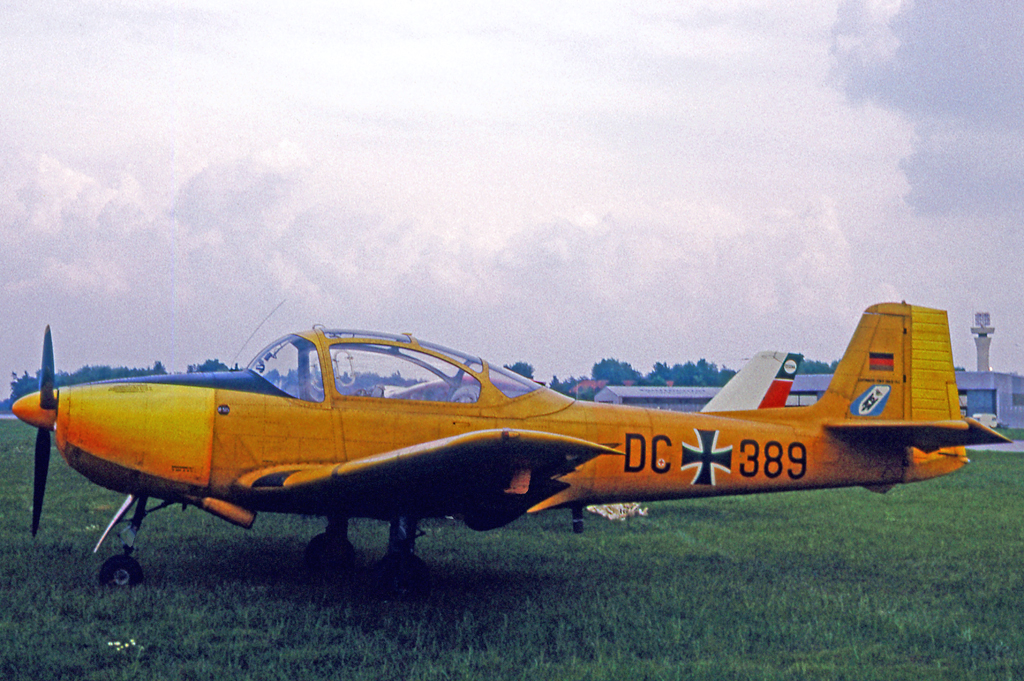
Focke-Wulf FWP.149D na letišti Hannover-Langenhagen v Hannoveru, 1966

Typ P.149 vznikl jako čtyřmístná turistická varianta staršího  P.148. Byl to celokovový samonosný dolnoplošník se zatahovacím podvozkem příďového typu, schopný přepravy čtyř až pěti osob. Prototyp poprvé vzlétl 19. června 1953.
Zprvu se prodalo jen několik kusů, ale později byl typ vybrán německou Luftwaffe jako  cvičný a užitkový letoun. Společnost Piaggio do Německa dodala 72 kusů, a 190 dalších licenčně vyprodukovala tamní společnost Focke-Wulf jako FWP.149D.

## Operační historie

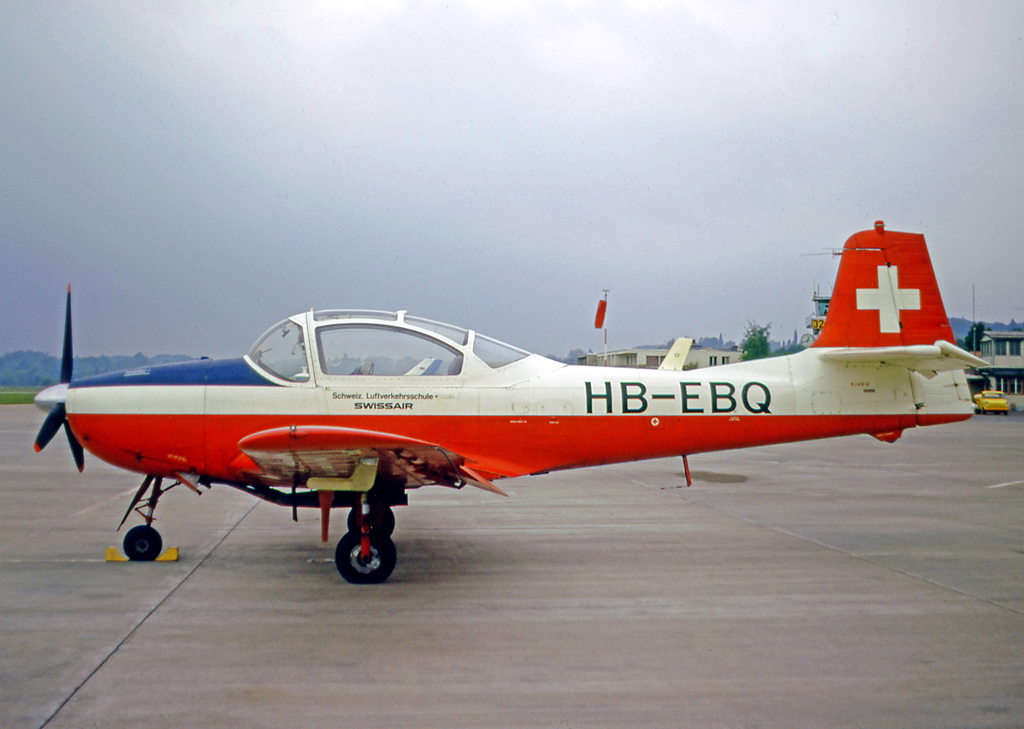
Piaggio P.149E pilotní školy Swissairu na letišti v Bernu, 1973

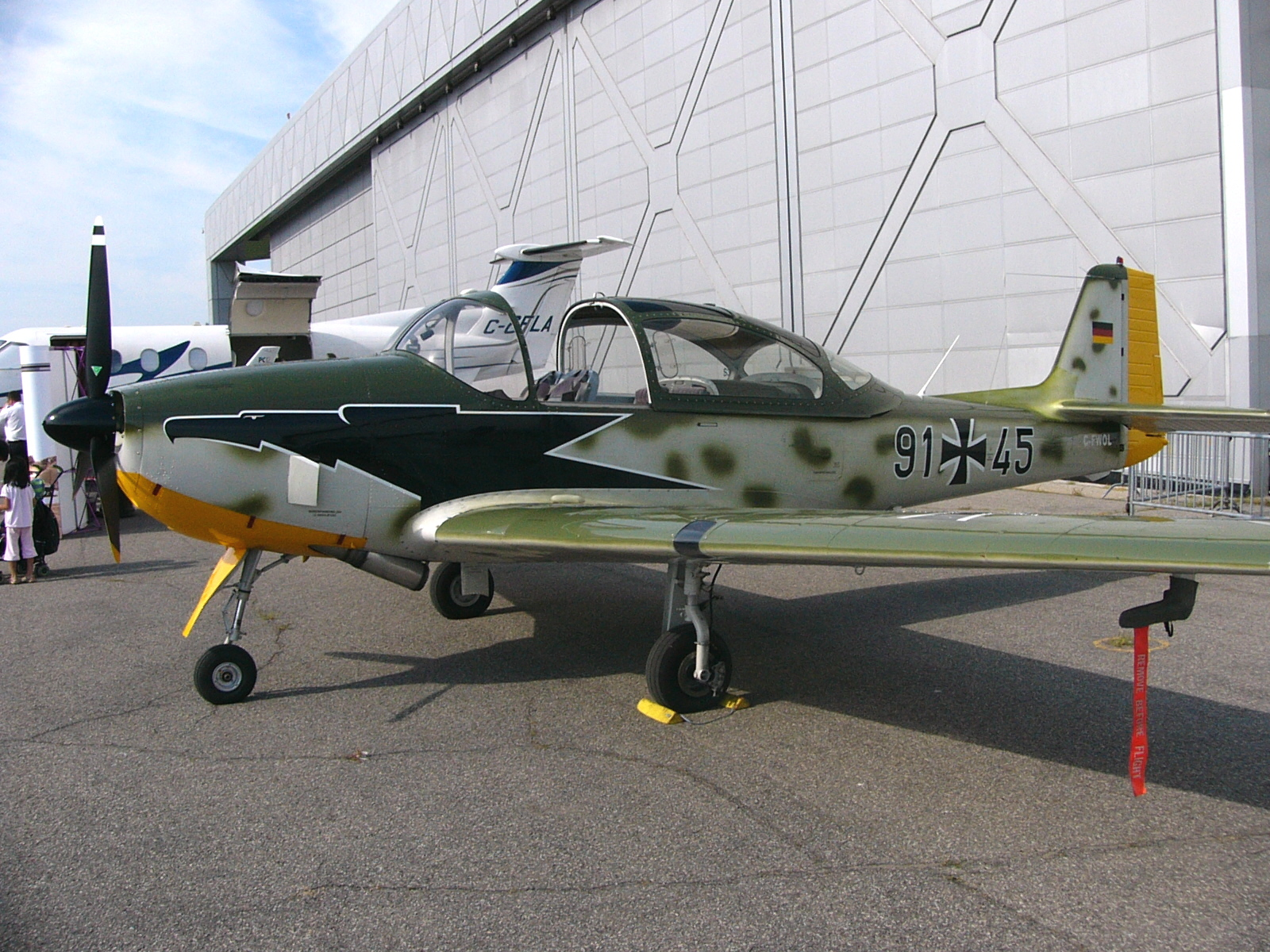
Focke-Wulf FWP.149D kanadského soukromého provozovatele

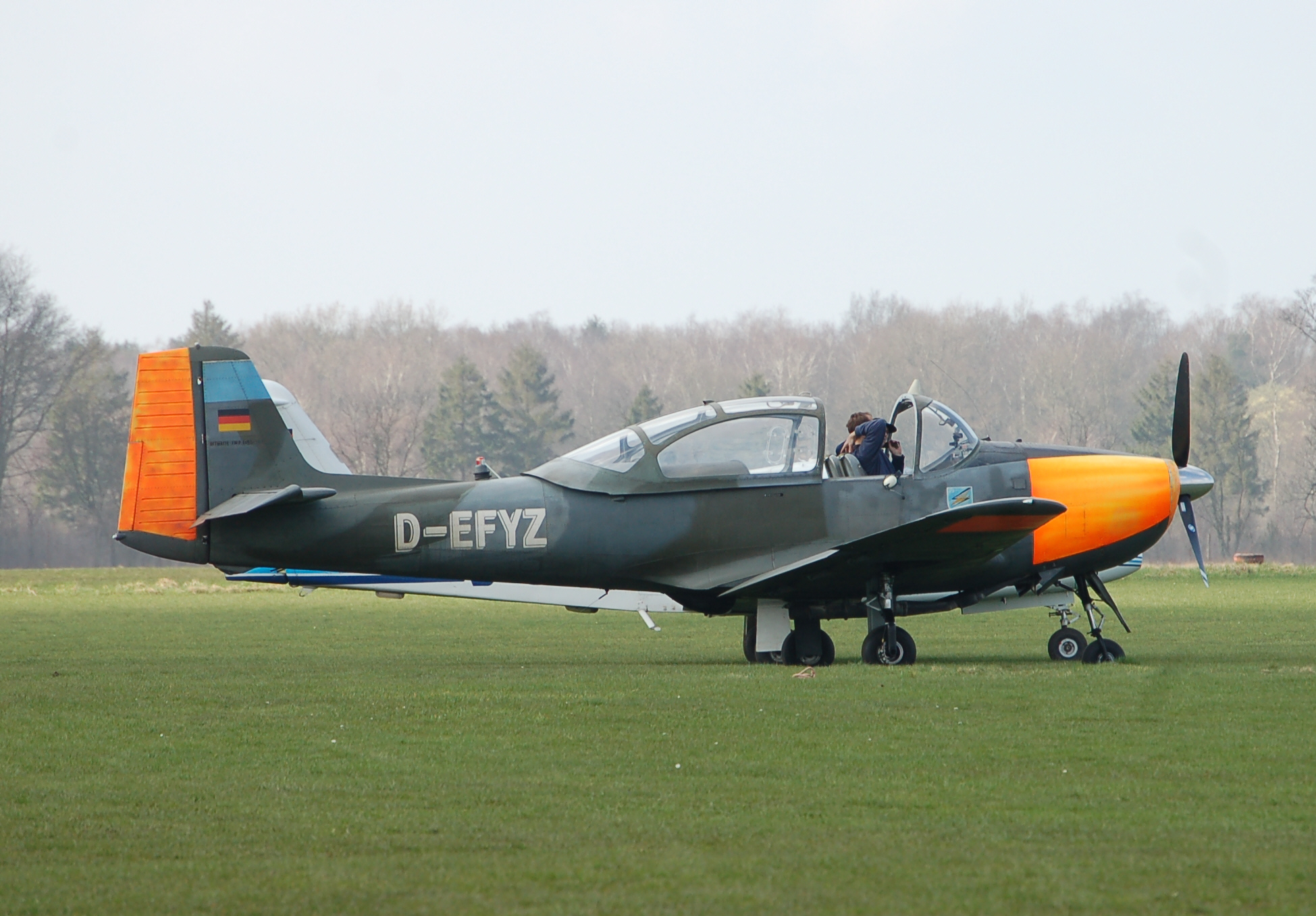
Německý P.149D

Největším uživatelem typu byl německý Bundeswehr, v němž typ sloužil mezi lety 1957 až 1990.
Typ sloužil také v ozbrojených silách dalších zemí, například Izraele a Nigérie. Italské letectvo provozovalo v letech 1953–1957 dva stroje.
V civilním sektoru byla významným uživatelem společnost Swissair, která malou flotilu typu používala pro základní pilotní výcvik v pilotní škole na bernském letišti Belp.

## Uživatelé

### Vojenští
- Itálie
  - Aeronautica Militare
- Izrael
  - Izraelské vojenské letectvo[3]
- Německo
  - Luftwaffe[4]
  - Marineflieger[5]
- Nigérie
  - Nigerijské letectvo[6]
- Tanzanie
  - Tanzanské letectvo[7]
- Uganda
  - Ugandské letectvo[8]

### Civilní
- Švýcarsko
  - Pilotní škola společnosti Swissair[2]

## Specifikace
Údaje platí pro verzi P.149D

### Hlavní technické údaje
- Osádka: 1 (pilot)
- Kapacita: 3–4 cestující nebo 1 pilotní žák
- Rozpětí: 11,12 m
- Délka: 8,80 m
- Výška: 2,90 m
- Nosná plocha: 18,85 m²
- Prázdná hmotnost: 1 160 kg
- Vzletová hmotnost: 1 680 kg
- Pohonná jednotka: 1 × vzduchem chlazený šestiválcový boxer Lycoming GO-480 B1A6
- Výkon pohonné jednotky: 142 kW (270 hp)

### Výkony
- Maximální rychlost: 234 km/h
- Dolet: 925 km
- Dostup: 5 000 m